# أول 5000 يوم (لوحة)
كل يوم: أول 5000 يوم (بالإنجليزية: Everydays: the First 5000 Days)‏ هو ملف على شكل صورة JPEG صنع هذهِ الصورة مايك وينكلمان، المعروف مهنيًا باسم بيبليي Beeple. والعمل عبارة عن مجموعة من 5000 صورة أنشأها Winkelmann لسلسلة "Everyday" الخاصة به. رمز غير قابل للاستبدال يمثل كل يوم: ولقد بيعت الصورة (أول 5000 يوم) مقابل 69.3 مليون دولار في كريستيز في عام 2021، وهو أعلى سعر مدفوع لعمل رقمي بتقنية الرمز غير القابل للاستبدال وثالث أغلى عمل لفنان حي.    
تم شراء اللوحة الرقمية بواسطة Vignesh Sundaresan، وهو مبرمج مقيم في سنغافورة  ومالك Metapurse، المعروف باسمه المستعار ميتا كوفان.  دفعت ميتا كوفان مقابل العمل الفني باستخدام 42329 إيثر. 
يتلقى ميتاكوفان حقوق عرض العمل الفني، لكنه لا يتلقى حقوق الطبع والنشر. وعرض أعمال فنية من مجموعته في متحف رقمي. 

## التركيب والمكونات
كان وينكلمان مستوحى من الفنان البريطاني توم جود وبدأ المشروع اليومي في 1 مايو 2007.  تتضمن الصور شخصيات من ثقافة البوب، بما في ذلك جيف بيزوس ودونالد ترامب، مرتبة ترتيبًا زمنيًا.  بعض الصور السابقة مرسومة باليد ولم يتم إنتاجها بواسطة الكمبيوتر.
في مقال نشرته ارتنيت، أكد بن ديفيس أن بعض الصور الخمسة آلاف التي تضم العمل كشفت عن قوالب نمطية عرقية وكارهة للنساء ومثلي الجنس. 